# マルコフの不等式
マルコフの不等式（マルコフのふとうしき、英: Markov's inequality）は、確率論で、確率変数の非負値関数の値が、ある正の定数以上になる確率の上限を与える不等式である。アンドレイ・マルコフが証明した。
マルコフの不等式は確率と期待値の関係を述べたもので、確率変数の累積分布関数に関して大まかではあるが有用な限界を与える。

## 定式化
マルコフの不等式は、測度論的には、(X, Σ, μ) を測度空間とし、f を拡張実数値（無限大もとりうる）可測関数とし、t > 0 とすれば、
{\displaystyle \mu (\{x\in X|\,|f(x)|\geq t\})\leq {1 \over t}\int _{X}|f|\,d\mu }
であることを述べる。空間の測度が 1 である特別な場合（つまり確率空間である）には、次のように言い換えられる：
X を任意の確率変数とし、a > 0 とすると、
{\displaystyle {\textrm {Pr}}(|X|\geq a)\leq {\frac {{\textrm {E}}(|X|)}{a}}}

## 確率論における証明
測度空間が確率空間である場合は証明が単純で分かりやすいので、この場合の証明をまず別に示そう。
任意の事象 E に対して、IE を E の特性確率変数、つまり E が起きるならば IE = 1、そうでないならば = 0 であるとする。すると、事象 X ≥ a が起きるならば I(X ≥ a) = 1 であり、X < a ならば I(X ≥ a) = 0 である。そこで
{\displaystyle aI_{(|X|\geq a)}\leq |X|}
ゆえに
{\displaystyle \operatorname {E} (aI_{(|X|\geq a)})\leq \operatorname {E} (|X|)}
ここでこの不等式の左辺は
{\displaystyle a\operatorname {E} (I_{(|X|\geq a)})=a\Pr(|X|\geq a)\,}
と同じであることが解る。従って
{\displaystyle a\Pr(|X|\geq a)\leq \operatorname {E} (|X|)\,}
となり、 a > 0 だから、両辺を a で割ればよい。

## 一般的証明
任意の可測集合 A に対して、1A をその特性関数、つまり x ∈ A ならば 1A(x) = 1 、そうでなければ 0 としよう。At を At = {x ∈ X| |f(x)| ≥ t} として定義すれば、
{\displaystyle 0\leq t\,1_{A_{t}}\leq |f|1_{A_{t}}\leq |f|}
となり、ゆえに
{\displaystyle \int _{X}t\,1_{A_{t}}\,d\mu \leq \int _{A_{t}}|f|\,d\mu \leq \int _{X}|f|\,d\mu }
ここで、この不等式の左辺は
{\displaystyle t\int _{X}1_{A_{t}}\,d\mu =t\mu (A_{t})}
と同じであることに注意しよう。すると
{\displaystyle t\mu (\{x\in X|\,|f(x)|\geq t\})\leq \int _{X}|f|\,d\mu }
であり、また t > 0 であるから、両辺を t で割れば
{\displaystyle \mu (\{x\in X|\,|f(x)|\geq t\})\leq {1 \over t}\int _{X}|f|\,d\mu }
となる。

## 応用例
- マルコフの不等式は、チェビシェフの不等式の証明に用いられる。
- X を非負整数値確率変数とする（組合せ論でよくあるように）と、マルコフの不等式で a = 1 とすることにより {\displaystyle {\textrm {Pr}}(X\neq 0)\leq {\textrm {E}}(X)} が得られる。X をある集合の濃度とすると、これからこの集合は空集合ではないことが証明される。このように存在証明への応用も可能である。